# Barbara Aleksandrówna
Barbara Aleksandrówna (polnisch: Barbara Olelkówna, * um 1428; † zwischen 1488 und 1492) war eine kiewer Prinzessin und masowische Herzögin. Sie entstammte dem Adelsgeschlecht der Gediminiden und heiratete in die masowischen Piasten ein.

## Leben
Anna war Tochter des Fürsten von Kiew Aleksandras Olelka († 1454). Zwischen 1440 und 1444 heiratete sie Bolesław IV. von Warschau. Nach seinem Tod 1454 wurde sie Regentin für ihre unmündigen Söhne in Masowien. Sie wurde in der Pfarrkirche von Neustadt bei Płońsk beigesetzt.

## Ehe und Familie
Zwischen 1440 und 1444 heiratete sie Bolesław IV. von Warschau.  Mit ihm hatte sie zehn Kinder. Das Erwachsenenalter erreichten die Söhne Konrad III., Kazimierz III., Janusz II. und Bolesław V. sowie die Tochter Anna von Masowien, die Ehefrau von Przemislaus II.